# Anna Heine
Anna Elisa Heine, geborene Heinevetter (* 10. März 1953) ist eine deutsche Künstlerin, Kunsttherapeutin und Hochschuldozentin.

## Leben und Werk
Nach einem Studium der Erziehungswissenschaften (Universität Münster), der Fotografie (München), der Kunstpädagogik (SHFBK Braunschweig) und der Kunsttherapie (Hochschule der Künste Berlin) begann ihr freikünstlerisches Schaffen zunächst in München, einige Jahre später zusammen mit Thomas Born  in Göttingen im Atelier „Medienkunst - Atelier für schnelle Medien“ (1979–1982). Seit 1982 Atelier Medienkunst Berlin: freie künstlerische Projekte, Symposien und Ausstellungen.
Neben ihrer künstlerischen Tätigkeit war sie als Luftbildfotografin, Bildredakteurin bei der Tageszeitung, als Fotografin in der Zellforschung am Max-Planck-Institut für biophysikalische Chemie in Göttingen (1978–1980), sowie als Kunsttherapeutin tätig. Sie war Co-Gründerin der bildo Akademie für Kunst und Medien (1988–99) sowie Geschäftsführerin der Firma motion pixel, Gesellschaft für elektronische Bildbearbeitung mbH (1990–2000).
1998-2015 Lehrbeauftragte an der Hochschule für Technik und Wirtschaft Berlin im Studiengang Kommunikationsdesign.

## Auszeichnungen und Stipendien (Auswahl)
- 1986 DAAD mit Arbeitsaufenthalt in Paris,
- 1987 Akademie der Künste Berlin mit Arbeitsaufenthalt in der Villa Serpentara
- 1992 Stiftung Kulturfonds Berlin für einen Arbeitsaufenthalt in Schloß Wiepersdorf
- 1992 Nominierung für einen Arbeitsaufenthalt in der Villa Massimo

## Veröffentlichungen (Auswahl)
- Fotografie und Kunsttherapie. Edition bildo, Berlin 2009, ISBN 978-3-00-028242-3
- Bildgestaltung im Medienkontext - Grundlagen und Methoden, Galileo Design, Bonn 2004, ISBN 978-3-89842-377-9
- Virtual Design Update - prospects for design professionals, Berlin 2000, ISBN 978-3-931221-27-0
- Virtual Design im Virtual College, Berlin 1997
- Medienkunst im Wasserturm, Berlin 1994
- Bildmaschinen und Erfahrung, Berlin 1989, ISBN 978-3-926175-82-3
- Ville Lumière, Hildesheim 1988
- Die Zeitlang, Edition bildo, Berlin 1985
- Traumberuf Fotograf oder Feuer und Flamme für die Fotografie, Fotografie Verlag, Göttingen 1981, ISBN 978-3-921907-01-6